# Stefano Battaglia

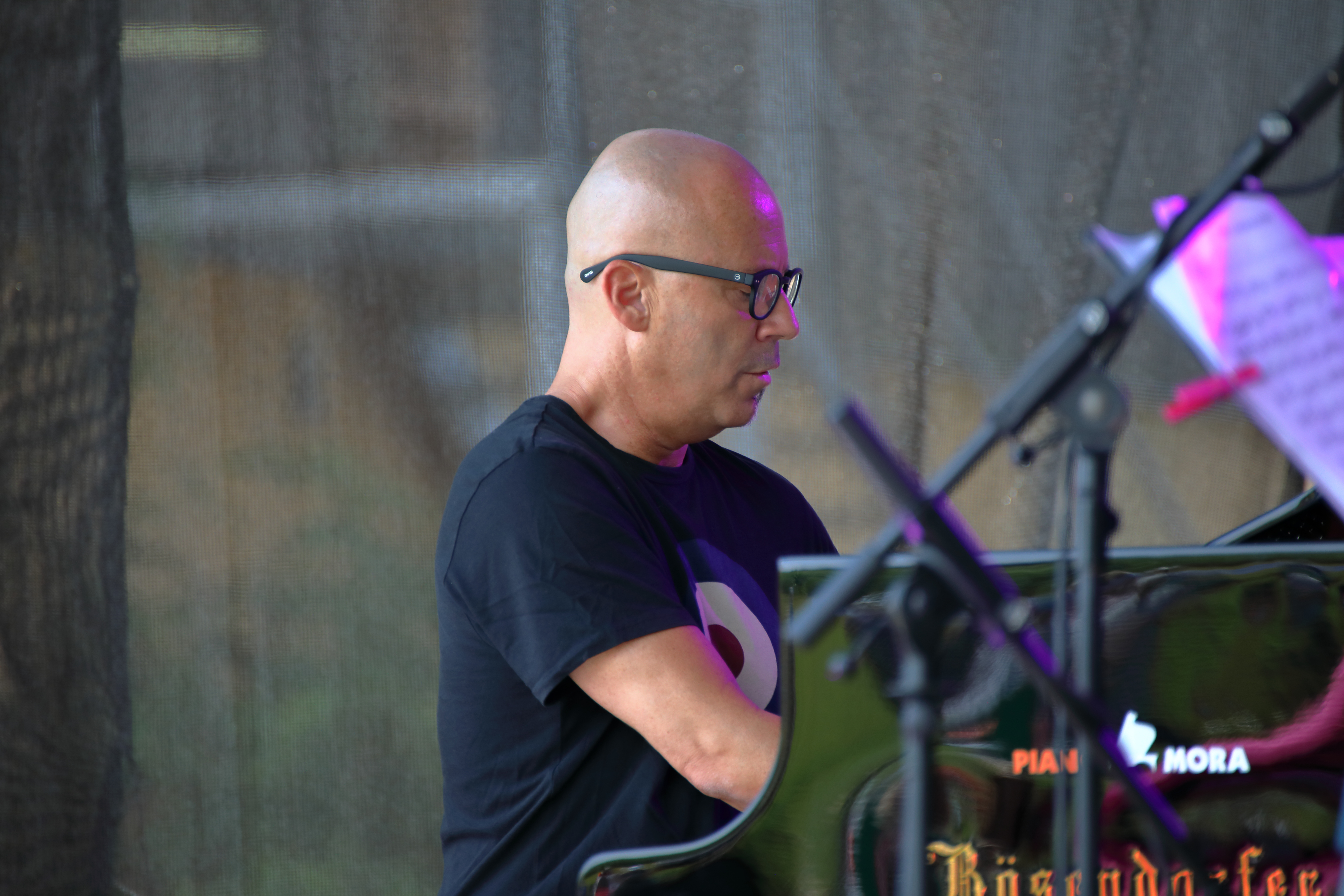
Stefano Battaglia in 2020

Stefano Battaglia (Milaan, 31 augustus 1965) is een Italiaans pianist, die zowel het klassieke repertoire als jazz speelt.
Als klassieke pianist won hij in 1986 de eerste prijs op het J.S. Bach-festival en in 1997 een prijs van de Belgische Radio.

Als jazzpianist geeft hij les. Hij is medeoprichter van de Italiaanse jazzgroepen Triplicity en Theatrum (thuisbasis Siena).
Hij geeft eigen muziekalbums uit, waaronder een aantal voor ECM Records en speelt mee op albums van andere jazzmusici.

## Discografie
Onderstaand albums op Battaglia’s naam: 
- 1987 - Things ain't that they used to be (Leveratto, Cazzola) - Splasc(h) Records
- 1988 - Auryn (Dalla Porta, Roche) - Splasc(h) Records
- 1990 - Explore (Oxley) - Splasc(h) Records
- 1990 - Confession (Dalla Porta, Gatto) - Splasc(h) Records
- 1992 - Bill Evans Compositions deel 1 (Dalla Porta, Romano) - Splasc(h) Records
- 1993 - Palami d'amore mariu (Konitz, Battaglia) - Philology
- 1993 - Bill Evans Compositions deel 2 (Dalla Porta, Romano) - Splasc(h) Records
- 1993 - Baptism (solo) - Splasc(h) Records
- 1993 - Life of a petal - (solo) - Splasc(h) Records
- 1993 - Sulphur (Dalla Porta, Oxley) - Splasc(h) Records
- 1993 - Triplicity (Battaglia, Dalla Porta, Pifarely) - DDQ
- 1995 - Unknown Flames LIVE IN SIENA (2CD; Dalla Porta, Gatto) - Splasc(h) Records
- 1995 - Fiabe (Battaglia, Mirabassi) - Egea
- 1997 - Ecumenica - (Splasc(h) h687)
- 1997 - Musica centripeta - (Splasc(h) h688)
- 1997 - Stefano Battaglia Theatrum - Gesti - (Splasc(h) h901)
- 1997 - Stefano Battaglia Theatrum - Mut(e)azioni - (Splasc(h) h902)
- 1997 - Stefano Battaglia Theatrum - Rito Stagionale - (Splasc(h) h903)
- 1999 - Il cerchio interno - Symphonia
- 1999 - Signum - Symphonia
- 2000 - The book of jazz deel 1 - (Battaglia, Dalla Porta, Sferra) - Symphonia
- 2000 - The book of jazz deel 2 - (Battaglia, Dalla Porta, Sferra) - Symphonia
- 2001 - Stravagario - Battaglia / Rabbia, VVJ
- 2003 - Stravagario - Battaglia / Rabbia, VVJ
- 2005 - Raccolto - Stefano Battaglia, ECM Records
- 2007 – Re: Pasolini - Stefano Battaglia, ECM Records
- 2010 - Pastorale, ECM Records